# Idioma kapin
El kapin es una lengua oceánica de la provincia de Morobe, Papúa Nueva Guinea. Puede ser parte de la cadena de dialectos Mumeng.